# 代码 (2001年电影)
《代码》（英語：Code of Honor）是2001年芬兰的一部关于GNU/Linux的英语纪录片，其中介绍了自由软件运动中卓有贡献的一些人物。

## 特别倡导者
电影中的开源倡导者或程序员
- 林纳斯·托瓦兹
- 理查德·斯托曼
- 艾倫·考克斯
- 埃里克·雷蒙
- Robert "Bob" Young（英语：Bob Young (businessman)）
- Jon "maddog" Hall（英语：Jon Hall (programmer)）
- 曹子德（Theodore Y. "Ted" Ts'o）
- 大衛·米勒
- 米格爾·德伊卡薩
- Linux历史
- Eric Allman（英语：Eric Allman）
- Andrew Leonard（英语：Andrew Leonard）
- 拉里·奥古斯丁
- MARTTI TIENARI（英语：MARTTI TIENARI）
- SUN YU-FANG（英语：SUN YU-FANG）
- LIANG CHANGTAI（英语：LIANG CHANGTAI）
- JAY SALZENBERG（英语：JAY SALZENBERG）